# الدوري الأمريكي لكرة السلة للمحترفين 2005–06
الدوري الأمريكي لكرة السلة للمحترفين 2005–06 (بالإنجليزية: 2005–06 NBA season)‏ هو موسم من إن بي أي. أقيم خلال الفترة 1 نوفمبر 2005 وحتى 3 يونيو 2006، وأشرف على تنظيمه إن بي أي، وكان عدد الأندية المشاركة فيه 30، وفاز فيه ميامي هيت.